# Lista de assassinatos por agentes da lei por país
Esta é uma lista de assassinatos por agentes da lei por país. Os dados foram adaptados de relatórios de agências governamentais, do Escritório do Alto-comissário das Nações Unidas para os Direitos Humanos, Direitos dos animais  e de veículos de mídia locais.

## Lista
| País                           | Região            | Pessoas e animais mortas por forças de segurança | Executores | Executores | Executores              | Executores | População     | Taxa por 10 milhões de pessoas | Ano listado | Ref.          |
| País                           | Região            | Pessoas e animais mortas por forças de segurança | Polícia    | Exército   | Agência de inteligência | Outros     | População     | Taxa por 10 milhões de pessoas | Ano listado | Ref.          |
| ------------------------------ | ----------------- | ------------------------------------------------ | ---------- | ---------- | ----------------------- | ---------- | ------------- | ------------------------------ | ----------- | ------------- |
| Venezuela                      | América do Sul    | 5.286                                            | —          | —          | —                       | —          | 28.887.118    | 1.829,9                        | 2019        | [ 1 ] [ 2 ]   |
| El Salvador                    | América Central   | 1.087                                            | —          | —          | —                       | —          | 6.380.000     | 1.703,8                        | 2017        | [ 3 ] [ 4 ]   |
| Síria                          | Oriente Médio     | 1.497                                            | —          | —          | —                       | —          | 18.270.000    | 819,4                          | 2019        | [ 5 ]         |
| Filipinas                      | Sudeste Asiático  | 6.069+                                           | —          | —          | —                       | —          | 109.048.269   | 556,5                          | 2016–21     | [ 6 ]         |
| Nicarágua                      | América Central   | 325+                                             | —          | —          | —                       | —          | 6.218.000     | 522,7                          | 2018        | [ 7 ]         |
| Jamaica                        | América Central   | 137                                              | 133        | 4          | 0                       | 0          | 2.898.000     | 472,7                          | 2018        | [ 8 ]         |
| Trinidad e Tobago              | América Central   | 46                                               | 46         | 0          | 0                       | 0          | 1.354.000     | 339,7                          | 2014        | [ 9 ]         |
| Brasil                         | América do Sul    | 5.804                                            | —          | —          | —                       | —          | 210.147.125   | 276,2                          | 2019        | [ 10 ]        |
| Bahamas                        | América Central   | 11                                               | 11         | 0          | 0                       | 0          | 399.285       | 275,5                          | 2018        | [ 11 ]        |
| São Vicente e Granadinas       | América Central   | 2                                                | 2          | 0          | 0                       | 0          | 110.211       | 181,5                          | 2018        | [ 12 ]        |
| Afeganistão                    | Ásia Meridional   | 606                                              | 49         | 267        | 234                     | 56         | 35.530.000    | 170,6                          | 2018        | [ 13 ]        |
| Guiana                         | América do Sul    | 12+                                              | 12         | 0          | 0                       | 0          | 787.076       | 152,5                          | 2018        | [ 14 ]        |
| República Dominicana           | América Central   | 142                                              | 134        | 5          | 0                       | 3          | 10.770.000    | 131,8                          | 2017        | [ 15 ]        |
| África do Sul                  | África Austral    | 436                                              | —          | —          | —                       | —          | 56.720.000    | 76,9                           | 2017–18     | [ 16 ]        |
| República Centro-Africana      | África Central    | 30+                                              | 30         | —          | —                       | —          | 4.659.000     | 64,4                           | 2015–16     | [ 17 ]        |
| Burquina Fasso                 | África Ocidental  | 116                                              | —          | —          | —                       | —          | 19.190.000    | 60,4                           | 2018–19     | [ 18 ]        |
| Santa Lúcia                    | América Central   | 1                                                | 1          | 0          | 0                       | 0          | 178.844       | 55,9                           | 2019        | [ 19 ]        |
| Burundi                        | África Oriental   | 39                                               | 10         | 1          | 2                       | 26         | 10.860.000    | 53,9                           | 2018        | [ 20 ]        |
| República Democrática do Congo | África Central    | 389                                              | —          | —          | —                       | —          | 81.340.000    | 47,8                           | 2018        | [ 21 ]        |
| Iraque                         | Oriente Médio     | 176+                                             | —          | —          | —                       | —          | 39.309.783    | 44,8                           | 2019        | [ 22 ] [ 23 ] |
| Nigéria                        | África Ocidental  | 841                                              | —          | —          | —                       | —          | 190.900.000   | 44,0                           | 2018        | [ 24 ]        |
| Quênia                         | África Oriental   | 222                                              | —          | —          | —                       | —          | 50.950.879    | 43,6                           | 2018        | [ 25 ]        |
| Honduras                       | América Central   | 37                                               | —          | —          | —                       | —          | 9.158.345     | 40,4                           | 2019        | [ 26 ]        |
| Irão                           | Oriente Médio     | 304+                                             | —          | —          | —                       | —          | 83.372.584    | 36,5                           | 2019        | [ 27 ]        |
| Uruguai                        | América do Sul    | 67                                               | —          | —          | —                       | —          | 3.469.551     | 35,1                           | 2014–19     | [ 28 ]        |
| Angola                         | África Central    | 100+                                             | —          | —          | —                       | —          | 28.810.000    | 34,7                           | 2016        | [ 29 ]        |
| Colômbia                       | América do Sul    | 169                                              | 97         | 72         | 0                       | 0          | 49.070.000    | 34,4                           | 2017        | [ 30 ]        |
| Mali                           | África Ocidental  | 60+                                              | —          | —          | —                       | —          | 18.540.000    | 32,4                           | 2018        | [ 31 ]        |
| Sudão                          | África do Norte   | 138+                                             | —          | —          | —                       | —          | 43.110.000    | 32,0                           | 2019        | [ 32 ] [ 33 ] |
| Ruanda                         | África Oriental   | 37+                                              | —          | —          | —                       | —          | 11.920.000    | 31,0                           | 2016–17     | [ 34 ]        |
| México                         | América do Norte  | 371                                              | 145        | 170        | 0                       | 56         | 124.041.731   | 29,9                           | 2017        | [ 30 ]        |
| Estados Unidos                 | América do Norte  | 943                                              | 943        | —          | —                       | —          | 331.449.281   | 28,4                           | 2020        | [ 35 ]        |
| Bangladesh                     | Ásia Meridional   | 466                                              | —          | —          | —                       | —          | 164.700.000   | 28,3                           | 2018        | [ 36 ]        |
| Paquistão                      | Ásia Meridional   | 495                                              | —          | —          | —                       | —          | 197.000.000   | 25,1                           | 2017        | [ 37 ]        |
| Essuatíni                      | África Austral    | 3+                                               | —          | —          | —                       | —          | 1.357.161     | 22,1                           | 2019        | [ 38 ]        |
| Egito                          | África do Norte   | 212                                              | —          | —          | —                       | —          | 97.550.000    | 21,7                           | 2018        | [ 39 ]        |
| Argentina                      | América do Sul    | 94                                               | —          | —          | —                       | —          | 44.270.000    | 21,2                           | 2019        | [ 40 ]        |
| Malta                          | Europa Meridional | 1                                                | 0          | 1          | 0                       | 0          | 493.559       | 20,3                           | 2019        | [ 41 ]        |
| Luxemburgo                     | Europa Ocidental  | 1                                                | 1          | 0          | 0                       | 0          | 590.321       | 16,9                           | 2018        | [ 42 ]        |
| Índia                          | Ásia Meridional   | 1.731                                            | 125        | —          | —                       | 1606       | 1.380.000.000 | 12,5                           | 2019        | [ 43 ] [ 44 ] |
| Canadá                         | América do Norte  | 36                                               | —          | —          | —                       | —          | 37.060.000    | 9,7                            | 2017        | [ 45 ]        |
| França                         | Europa Ocidental  | 26                                               | 26         | —          | —                       | —          | 67.392.000    | 3,9                            | 2018        | [ 46 ]        |
| Bélgica                        | Europa Ocidental  | 4                                                | 4          | —          | —                       | —          | 11.589.623    | 3,5                            | 2020        | [ 47 ]        |
| Reino Unido                    | Europa do Norte   | 21+                                              | 21         | —          | —                       | —          | 66.040.229    | 3,2                            | 2020–21     | [ 48 ]        |
| Portugal                       | Europa Meridional | 3                                                | 3          | 0          | 0                       | 0          | 10.298.252    | 2,9                            | 2018        | [ 49 ]        |
| Países Baixos                  | Europa Ocidental  | 4                                                | 4          | 0          | 0                       | 0          | 17.080.000    | 2,3                            | 2017        | [ 50 ]        |
| Nova Zelândia                  | Oceania           | 1                                                | 1          | 0          | 0                       | 0          | 4.794.000     | 2,1                            | 2018        | [ 51 ]        |
| Noruega                        | Europa do Norte   | 1                                                | 1          | 0          | 0                       | 0          | 5.258.000     | 1,9                            | 2016        | [ 52 ]        |
| Finlândia                      | Europa do Norte   | 1                                                | 1          | 0          | 0                       | 0          | 5.503.000     | 1,8                            | 2018        | [ 53 ]        |
| Nepal                          | Ásia Meridional   | 5+                                               | 5          | —          | —                       | —          | 29.300.000    | 1,7                            | 2019        | [ 54 ]        |
| Austrália                      | Oceania           | 4                                                | —          | —          | —                       | —          | 24.600.000    | 1,6                            | 2016–17     | [ 55 ]        |
| Hong Kong                      | Ásia Oriental     | 1                                                | 1          | 0          | 0                       | 0          | 7.392.000     | 1,4                            | 2019        | [ 56 ]        |
| Alemanha                       | Europa Ocidental  | 11                                               | 11         | 0          | 0                       | 0          | 82.887.000    | 1,3                            | 2018        | [ 57 ]        |
| Suécia                         | Europa do Norte   | 1                                                | 1          | 0          | 0                       | 0          | 10.327.589    | 0,97                           | 2019        | [ 58 ]        |
| Polónia                        | Europa de Leste   | 2                                                | 2          | 0          | 0                       | 0          | 38.433.600    | 0,5                            | 2020        | [ 59 ] [ 60 ] |
| Japão                          | Ásia Oriental     | 2                                                | 2          | 0          | 0                       | 0          | 127.185.332   | 0,2                            | 2018        | [ 61 ] [ 62 ] |
| Islândia                       | Europa do Norte   | 0                                                | 0          | 0          | 0                       | 0          | 350.000       | 0                              | 2016        | [ 63 ]        |
| Dinamarca                      | Europa do Norte   | 0                                                | 0          | 0          | 0                       | 0          | 5.805.000     | 0                              | 2019        | [ 64 ]        |
| Suíça                          | Europa Ocidental  | 0                                                | 0          | 0          | 0                       | 0          | 8.420.000     | 0                              | 2018        | [ 65 ]        |